# Основи црногорског национализма
Основи црногорског национализма је књига написана од стране Савића Марковића-Штедимлије, похрваћеног црногорског књижевника и политичког активисте коју је објавила Политичка библиотека "Путеви" у Загребу 1937. године. Књига је најпре објављена под именом Црвена Хрватска, а затим поново у другом издању исте године под прво поменутим именом.